# Panjshir (província)
Panjshir (Dari / Pashto : پنجشیر , literalmente "Cinco Leões", também soletrados como Panjsher e Panjsheer) é uma das 34 províncias do Afeganistão, localizada na parte nordeste do país que contém o Vale do Panjshir. A província está dividida em sete distritos e contém 512 aldeias. Em 2021, a população da província de Panjshir era de cerca de 173 000. Bazarak é a capital da província. Atualmente é controlada pela Segunda Resistência, e a única província que não é controlada pelo Talibã desde a ofensiva do Talebã em 2021.